# Нічне кафе в Арлі
«Нічне кафе в Арлі» — картина французького художника Поля Гогена, написана у вересні 1888 року в Арлі.

## Опис твору
В Арль Гоген приїхав на запрошення Вінсента ван Гога. На картині зображене привокзальне кафе міста Арля. Саме йому ван Гог присвятив своє «Нічне кафе». На передньому плані художник змалював дружина власника кафе пані Жину, відому також за полотнами «Арлезіанка» та «Портрет пані Жину». Бородатий чоловік із кашкетом листоноші — листоноша Рулен, його ван Гог також неодноразово зображував у своїх роботах (наприклад, «Поштар Жозеф Рулен»).
У «Нічному кафе в Арлі» Гоген втілив нову техніку, яку сам назвав «синтетизмом»: композиція побудована на використанні великих контрастних колірних плям, їх жорстко окреслюють лінії. Цю техніку Гоген пізніше застосує у серії таїтянських робіт.